# Gitanjali
Gitanjali es una colección de poemas del poeta bengalí Rabindranath Tagore. Tagore recibió el Premio Nobel de Literatura principalmente por este libro. Gitanjali también está incluido en la Colección de Obras Representativas de la UNESCO.

## Historia
La colección bengalí original de más de cien poemas se publicó por primera vez el 14 de agosto de 1910. En noviembre de 1912, la India Society of London, tradujo y publicó en inglés los poemas de Tagore. En 1913, Tagore se convirtió en el primer no europeo en ganar el Premio Nobel de Literatura, principalmente por la traducción al inglés del Gitanjali.